# Notoraja tobitukai
Notoraja tobitukai — вид хрящевых рыб рода Notoraja семейства Arhynchobatidae. Обитают в  тропических водах северо-западной части Тихого океана. Встречаются на глубине до 1000 м. Их крупные, уплощённые грудные плавники образуют округлый диск со треугольным заострённым рылом. Максимальная зарегистрированная длина 50 см. Откладывают яйца. Не являются объектом целевого промысла.

## Таксономия
Впервые вид был научно описан в 1940 году. Вид назван в честь Т. Тобитука, под чьим руководством проводилось учётное траление, в ходе которого был получен образец для исследования. Голотип представляет собой неполовозрелую самку длиной 38 см, пойманную у побережья Миэ, Япония, на глубине 60—500 м.

## Ареал
Эти скаты обитают в северо-восточной части Тихого океана, у побережья Китая, Японии, Кореи и Тайваня. Встречаются на глубине 60—1000 м.

## Описание
Широкие и плоские грудные плавники этих скатов образуют округлый диск с треугольным заострённым рылом. На вентральной стороне диска расположены 5 жаберных щелей, ноздри и рот. На тонком хвосте имеются латеральные складки. У этих скатов 2 редуцированных спинных плавника и редуцированный хвостовой плавник. Максимальная зарегистрированная длина 50 см.

## Биология
Подобно прочим представителям семейства однопёрых скатов, Notoraja tobitukai размножаются, откладывая яйца. Яйца заключены в роговую капсулу с жесткими «рожками» по углам длиной 3,6—3,8 см и шириной 2,2—2,5 см.

## Взаимодействие с человеком
Эти скаты не являются объектом целевого лова. Могут попадаться в качестве прилова. Данных для оценки Международным союзом охраны природы охранного статуса вида недостаточно.